# Трубачёва, Мария Ивановна
Мария Ивановна Трубачёва (28 ноября 1929 — 10 декабря 2007) — передовик советского машиностроения, токарь Ульяновского автомобильного завода, Герой Социалистического Труда (1960).

## Биография
Родилась 28 ноября 1929 года на территории Ульяновской области, в русской семье.
В 1946 году завершила обучение в ремесленном училище № 3 города Ульяновска. Трудоустроилась на автомобильный завод и более 40 лет проработала токарем на этом предприятии машиностроения.
Начинала трудовую деятельность токарем ремонтно-механического цеха. В 1948 году переведена станочницей в автоматный цех. В 1954 году, как лучшая станочница цеха, была назначена наладчицей токарно-револьверных станков. Наставник для молодых специалистов. Смогла подготовить несколько десятков токарей.
Указом Президиума Верховного Совета СССР от 7 марта 1960 года за особые заслуги и высокие производственные достижения в машиностроении, а также в канун празднования Международного женского Дня Марии Ивановне Трубачёвой было присвоено звание Героя Социалистического Труда с вручением ордена Ленина и золотой медали «Серп и Молот».
Последние годы трудилась инженером по кадрам и в отделе технического переобучения. В конце 1980-х годов вышла на пенсию.
Проживала в городе Ульяновске. Умерла 10 декабря 2007 года. Похоронена на Северном кладбище города.

## Награды
За трудовые успехи была удостоена:
- золотая звезда «Серп и Молот» (07.03.1960)
- орден Ленина (07.03.1960)
- другие медали.